# Eupithecia gratiosata
Eupithecia gratiosata är en fjärilsart som beskrevs av Herrich-Schäffer 1861. Eupithecia gratiosata ingår i släktet Eupithecia och familjen mätare. Inga underarter finns listade i Catalogue of Life.